# Vanajavesi
Vanajavesi je jezero ve Finsku. Má rozlohu 150 km² a maximální hloubku 24 m. Leží v nadmořské výšce 79 m. Prochází jím hranice provincií Kanta-Häme a Pirkanmaa.
Vanajavesi bylo původně zálivem Ancylového jezera, od něhož se oddělilo při postglaciálním vzestupu před zhruba osmi tisíci lety. Jezero patří do povodí řeky Kokemäenjoki. Na jeho březích leží města Hämeenlinna, Valkeakoski a Lempäälä. Na jezeře se nachází 387 ostrovů, z nichž největší je Retulansaari, kde se nacházejí mohyly z doby železné. V letech 1867 až 1874 byl vybudován plavební kanál, který spojuje Vanajavesi s jezerem Pyhäjärvi. Jezero je využíváno k lodní dopravě včetně výletních parníků i pravidelné dopravy mezi Hämeenlinnou a Tampere.
Typickými rybami jsou candát obecný, štika obecná, cejn velký a úhoř říční. Z vodního ptactva jsou zastoupeni racek bouřní, potáplice severní nebo koliha velká. Vegetaci tvoří zblochan vodní, rákos obecný, stolístek přeslenatý a pryskyřník velký.
Údolí Vanajavesi bylo v roce 1992 zařazeno na seznam národních krajin Finska (Suomen kansallismaisemat). Na břehu jezera se nachází Hämeenlinnský hrad.